# Marcelo Barreto
Marcelo Guilhermino Barreto, mais conhecido como Marcelo Barreto (Bicas, 20 de Novembro de 1967) é um jornalista e apresentador brasileiro, atualmente no comando do programa Redação SporTV no SporTV, canal fechado da Globosat.

## Biografia
Marcelo Barreto iniciou sua carreira no Jornal O Globo. Posteriormente, passou pelo diário esportivo Lance!, atuando na edição do Portal Lance e da Revista Lance A+.. Ainda nas Organizações Globo, foi editor-chefe do Portal do Esporte, editor de texto, repórter esportivo e apresentador do Redação SporTV, e posteriomente do SporTV News, aparecendo também como comentarista em outros programas do canal.
É casado com a jornalista Simone Ribeiro Barreto e pai de Noel e Pedro. Durante dois anos, foi correspondente do SporTV em Londres, no período que antecedeu os Jogos Olímpicos de 2012.
Ainda esteve como correspondente na Europa, para o canal campeão, onde cobriu a imprensa espanhola durante a Copa das Confederações. Em agosto de 2013, reassumiu o comando do SporTV News - Edição Noite. Apresentou eventualmente o programa Arena SporTV até 2015, quando foi substituído pelo Seleção SporTV, apresentado pelo próprio Marcelo Barreto. Ele ficou no programa até 2018, quando voltou para o Redação SporTV.
No rádio, apresentou entre 2017 e 2023 o Globo Esportivo, tradicional noticiário da Rádio Globo.